# Associazione Calcio Cesena 1962-1963
Questa pagina raccoglie le informazioni riguardanti l'Associazione Calcio Cesena nelle competizioni ufficiali della stagione 1962-1963.

## Rosa
| N. |                   | Ruolo | Calciatore        |
| -- | ----------------- | ----- | ----------------- |
|    | Italia (bandiera) | C     | Bruno Abbatini    |
|    | Italia (bandiera) | P     | Antonio Annibale  |
|    | Italia (bandiera) | A     | Adriano Bassetto  |
|    | Italia (bandiera) | D     | Eros Beraldo      |
|    | Italia (bandiera) | D     | Giancarlo Bessi   |
|    | Italia (bandiera) | D     | Denis Brunazzi    |
|    | Italia (bandiera) | D     | Italo Castellani  |
|    | Italia (bandiera) | A     | Adelio Colombo    |
|    | Italia (bandiera) | A     | Paolo Corsellini  |
|    | Italia (bandiera) |       | Cortesi           |
|    | Italia (bandiera) | C     | Franco Dianti     |
|    | Italia (bandiera) | C     | Gianfranco Ganzer |

| N. |                   | Ruolo | Calciatore          |
| -- | ----------------- | ----- | ------------------- |
|    | Italia (bandiera) | C     | Alvaro Gasparini    |
|    | Italia (bandiera) | C     | Claudio Govoni      |
|    | Italia (bandiera) | C     | Claudio Guglielmoni |
|    | Italia (bandiera) | C     | Leonello Leoni      |
|    | Italia (bandiera) | C     | Lando Macchi        |
|    | Italia (bandiera) | P     | Lidio Maietti       |
|    | Italia (bandiera) | A     | Luigi Mascalaito    |
|    | Italia (bandiera) | C     | Sergio Orlandi      |
|    | Italia (bandiera) | C     | Bruno Pollini       |
|    | Italia (bandiera) |       | Riva                |
|    | Italia (bandiera) | D     | Luigi Robbiati      |